# Real Orden Familiar del Rey Jorge Tupou V
La Real Orden Familiar del Rey Jorge Tupou V fue una orden conferida como un signo de estima personal del rey Jorge Tupou V a las mujeres miembros de la Familia Real de Tonga.

## Historia
La orden fue establecida por Su Majestad el rey Jorge Tupou V, en 2008 tras su ascenso al trono, después de la muerte de su padre, el rey Taufaʻahau Tupou IV. Su Majestad, la creó tomando como referencia el modelo del sistema de honores utilizado en algunas monarquías europeas. La tradición de fundar y conferir una Orden de la Familia Real está destinada a reconocer a las Damas de la Familia real tongana y a las mujeres de alto rango de la Corte del Monarca. La Real Orden Familiar del Rey Jorge Tupou V no está destinada a hombres.

## Insignia
La Orden se presenta como un retrato del Rey Jorge Tupou V en un uniforme hecho de esmaltes sobre marfil rodeado por un marco de plata y diamantes y coronado por la corona real de Tonga en plata y esmaltes.

## Clase
La Orden consiste en una sola clase: Dama. Sus letras post-nominales son DKGTRFO.

## Destinatarias notables
- S.M. Halaevalu Mataʻaho ʻAhomeʻe, Reina Madre de Tonga (madre del Rey Tupou VI )
- S.A.R. Salote Mafileʻo Pilolevu Tuita, Princesa Real de Tonga, Lady Tuita (hermana del Rey)[1]
- S.M. Nanasipauʻu Tukuʻaho, reina de Tonga (consorte del rey Tupou VI )
- S.A.R ʻAngelika Lātūfuipeka Halaʻevalu Mataʻaho Napuaʻokalani Tukuʻaho, Princesa de Tonga (sobrina del rey Jorge Tupou V e hija del rey Tupou VI )[1]
- S.A.R. Mele Siuʻ'ilikutapu Tukuʻaho, Princesa de Tonga, Lady Kalaniuvalu-Fotofili (la hija mayor del Príncipe Sione Ngu y primo rey del Rey Tupou VI)
- S.A.R. 'Elisiva Fusipala Tauki'onetuku Tuku'aho Vaha'i, Princesa de Tonga, Lady Vahaʻi (la segunda hija del Príncipe Sione Ngu, prima hermana del Rey Tupou VI)
- S.A.R. la Princesa Lavinia Mata-ʻo-Taone Tukuʻaho, Princesa de Tonga, Lady Maʻafu (la tercera hija del Príncipe Sione Ngu, prima del Rey Tupou VI)
- S.A.R. la princesa Sinaitakala ʻOfeina-ʻe he-Langi Tukuʻaho, Princesa de Tonga, Lady Fakafanua (4.ª hija del Príncipe Sione Ngu, prima hermana del rey Tupou VI y madre de la princesa heredera Sinaitakala Fakafānua)